# Лин, Грейс
Грейс Лин (род. 17 мая 1974, Нью-Хартфорд, Нью-Йорк) — американская писательница и детский иллюстратор. Ее первая книга «Гадкие овощи» была опубликована в 1999 году. Она написала четыре романа: Год собаки, Год крысы, Где гора встречается с луной и Звездная река неба. Она также пишет серию книг для детей младшего возраста с близнецами по имени Линг и Тинг, а также другие книги для читателей помладше. Она везде берет с собой блокнот для зарисовок и записывает идеи для своих книг. В детстве она хотела стать фигуристкой. Но она передумала, потому что ей понравилось рисовать себя в роли фигуристки.
Лин родилась 17 мая 1974 года. Ее родители были иммигрантами. Она выросла в Нью-Йорке. У нее есть старшая сестра по имени Лисси и младшая сестра по имени Ки-Ки. Она вышла замуж за Роберта Мерсера. Он умер от рака в 2007 году. Она написала книгу под названием «Снег Роберта», чтобы собрать деньги на исследования рака. Сейчас у нее есть дочь, которая родилась в 2012 году. В 2010 году она вышла замуж за своего второго мужа, Алекса. Лин окончила Школу дизайна Род-Айленда. Она живет во Флоренции, штат Массачусетс.

## Награды
Книга «Где гора встречается с луной» была удостоена премии Джона Ньюбери в 2010 году. Она также получила почетное упоминание от APAAL (Азиатско-Тихоокеанской американской литературной премии) в 2007 году за «Год собаки». Она была номинирована на премию «Техасская голубая капля» в 2007—2008 годах. Несколько ее книг были выбраны для книжного клуба Today Show Эла Рокера.